# Rick Warden
Richard George Warden es un actor inglés.

## Vida
Warden estudió en la escuela secundaria del Dr. Challoner y recibió una licenciatura con honores en historia en Churchill College, Cambridge, 1994. Se casó con la actriz Lucy Barker el 1 de mayo de 2004.

## Carrera
Probablemente sea mejor conocido por sus apariciones en la miniserie de HBO Band of Brothers como el primer teniente Harry Welsh, el docudrama de la BBC Dunkirk como el mayor Phillip Newman RAMC, el drama histórico de HBO / BBC2, Roma, como Quintus Valerius Pompey y el  drama de época de Channel 4 Indian Summers como Ronnie Keane. También apareció en Evol (2006) (con su esposa) y en la adaptación cinematográfica de Bravo Two Zero. Actuó en la producción en serie de la BBC, Apparitions, como el personaje de Michael, que está poseído por un demonio. Interpretó a Mike Taylor, un inspector de policía, en el drama criminal Happy Valley.
También aparece en el vídeo musical de The Chemical Brothers "Hey Boy Hey Girl".
En 2019, Warden apareció en la serie dramática médica de BBC One Casualty como Ciaran Coulson. Repitió su papel en 2021. En 2023, apareció como Oliver Saxby QC en The Sixth Commandment.